# Vozera Svir
Vozera Svir (vitryska: Возера Свір) är en sjö i Belarus.   Den ligger i voblasten Minsks voblast, i den norra delen av landet, 120 km nordväst om huvudstaden Minsk. Vozera Svir ligger 145 meter över havet. Arean är 20,5 kvadratkilometer. Den sträcker sig 11,2 kilometer i nord-sydlig riktning, och 9,1 kilometer i öst-västlig riktning.
Följande samhällen ligger vid Vozera Svir:
- Svіr (1 300 invånare)